# Testfairness
Testfairness ist ein Begriff aus der Psychologischen Diagnostik und Testtheorie. Testfairness stellt ein Gütekriterium von Tests dar. Das Testkuratorium der Föderation Deutscher Psychologenvereinigungen definiert den Begriff Unfairness mit dem Ausmaß einer systematischen Diskriminierung bestimmter Testpersonen aufgrund ihrer ethnischen, soziokulturellen oder geschlechtsspezifischen Gruppenzugehörigkeit.

## Geschichtliches
Testfairness ist mindestens seit R. B. Cattell ein Thema von Relevanz in der Psychologie, da dieser erstmals einen sog. Culture Fair Intelligence Test zur kultur- bzw. sprachfreien Messung der Intelligenz konzipierte. Im Zuge der Krise der Psychologischen Diagnostik in den Siebzigerjahren des 20. Jahrhunderts, wurde herrschaftstheoretisch vermehrt kritisiert, dass die Psychologische Diagnostik lediglich Interessen des Kapitals vertrete und damit zur Unterdrückung der Beherrschten beitrage. In Bezug auf Bildungspartizipation von bildungsfernen Schichten wurde und wird die Fairness von standardisierten Tests besonders dort diskutiert, wo diese seit langem vermehrt zur Anwendung kommen, wie etwa in den Vereinigten Staaten. Psychologische Auswahltests befinden sich somit in einem Dilemma zwischen Replikation gesellschaftlicher Gegebenheiten und andererseits der Möglichkeit durch culture-free tests unabhängig von gesellschaftlichem Status und Geschlecht tatsächlich die Befähigtsten für eine Tätigkeit zu erfassen.
In aller Regel bleiben jedoch typische Unterschiede zwischen Bewerbergruppen in psychologischen Auswahlverfahren stabil, wie am Beispiel der afroamerikanischen Bewerber beim Scholastic Aptitude Test gezeigt werden kann. Diese Unveränderlichkeit der Ergebnisse hat durch Befürworter wie dem Philosophen Ralf Dahrendorf dazu geführt, dass in den USA eine Regelung im Sinne von Quotengerechtigkeit –  die sog. Affirmative Action – eingeführt wurde. Die Schattenseite dieser Regelung ist natürlich, dass aufgrund einer Quotenregelung jene benachteiligt werden, die zu den schlechteren der besseren Gruppe gehören, und aufgrund ihrer Gruppenzugehörigkeit gegenüber jemandem mit einem schlechteren Ergebnis benachteiligt werden. Gesellschaftliche und individuelle Gerechtigkeit sind in diesem Fall also im unauflösbaren Widerspruch.

## Anwendungsbereiche von Testfairness
Testfairness ist besonders dort von Bedeutung, wo Auswahlentscheidungen aufgrund des Testergebnisses getroffen werden (High-stake tests). Hohe Ansprüche an Testfairness werden daher eher bei psychologischen Leistungstests (verkehrspsychologischer Idiotentest, Studieneignungstests, Berufseignungstests) als bei Persönlichkeitstests gestellt. Sollten Persönlichkeitstests zur Auswahl von Bewerbern herangezogen werden, wird in der Regel ein Pol der Persönlichkeitsdimension bevorzugt (z. B. Extraversion statt Introversion für einen Kellner). De iure wäre daher die Fairness des Extraversionstests z. B. in Bezug auf das Geschlecht zu überprüfen. De facto erfolgen solche Fairnessüberprüfungen in den seltensten Fällen, aller höchstens dann, wenn mediale Aufmerksamkeit auf ein Fairnessdefizit gelenkt wird, das durch einen Auswahltest entsteht (z. B. Benachteiligung afroamerikanischer Bewerber beim Scholastic Aptitude Test).
Die besondere Schwierigkeit bei der Beurteilung von Fairness eines Tests besteht darin, dass durchaus begründete Unterschiede zwischen verschiedenen Bewerbergruppen bestehen können. So könnten etwa Frauen tatsächlich für verschiedene Berufe im Bereich des Werbetextens aufgrund höherer verbaler Fähigkeiten besser geeignet sein. Ein Werbetextertest müsste somit auch diesen Unterschied zwischen Männern und Frauen erfassen können. Aus diesem Grund gilt in der Psychologischen Diagnostik das Modell gleicher Erfolgswahrscheinlichkeiten. Das besagt, dass unterschiedliche Bewerbergruppen nicht aliquot im Sinne von Quotengerechtigkeit unter den Selektierten vertreten sein müssen, sondern, dass die verschiedenen Bewerbergruppen unter den Selektierten gleiche Erfolgswahrscheinlichkeiten auf das Zielkriterium hin aufweisen (z. B. Berufs- oder Studienerfolg). Dieses Modell verdeutlicht, dass solche Überprüfungen der Fairness unter Umständen Jahre beanspruchen können, da die Erfolgswahrscheinlichkeit auf das Zielkriterium oft erst Jahre später erfasst werden kann. Ein weiteres Problem bei diesem Modell besteht darin, dass eine dritte intervenierende Variable sich auf beide Messungen (Eignungstest und Zielkriterium) auswirken könnte, das mit der Befähigung nichts zu tun hat (z. B.  Zögerlichkeit bei der Fragenbeantwortung).
Besonders häufig wird Testfairness untersucht in Bezug auf
- Geschlecht
- sozioökonomischen Status
- Bildungsnähe vs. Bildungsferne
- Migrationshintergrund
- sprachlichen Hintergrund

## Methoden der Testfairnessverbesserung
In Bezug auf die Verbesserung der Fairness von psychologischen Tests gibt es bis dato keine klaren Richtlinien, wie systematisch vorgegangen werden kann. Prinzipiell kommen mehrere Möglichkeiten in Betracht:
- nachträgliches Korrigieren des Testergebnisses: mit Hilfe der DIF-Analyse können einzelne Itemergebnisse nachträglich korrigiert werden.
- neue Aufgaben entwickeln, die weniger diskriminieren: aufgrund theoretischer Überlegungen aber auch durch Versuch und Irrtum können Aufgaben ermittelt werden, die wenig diskriminieren (z. B. Tests zur mentalen Rotation diskriminieren Frauen auch nach Training mehr als andere Tests zur räumlichen Verarbeitung)[3].
- Verbesserung der Vorbereitung von verschiedenen Bewerbergruppen: In den USA kommen z. B. spezifische summer enrichment programs für bildungsferne Bewerber bei Studieneignungstests zur Anwendung, die die Umweltunterschiede zwischen den Bewerbergruppen ausgleichen sollen[4].

## Modelle
Es gibt verschiedene Modelle davon was Fairness bedeutet:
- Cleary-Modell[5]
- constant ratio model[5]
- conditional probability model[5]
- equal probability model[5]